# 亞諾夫
亞諾夫是捷克的城鎮，位於該國東北部，距離首府俄斯特拉發74公里，由摩拉維亞-西利西亞州負責管轄，面積11.01平方公里，海拔高度410米，2006年人口為369。

## 外部連結
- Municipal website （页面存档备份，存于）